# 南瓜中心 (加利福尼亞州克恩縣)
南瓜中心（英語：Pumpkin Center）是位於美國加利福尼亞州克恩縣的一個非建制地區。該地的面積和人口皆未知。

## 地理
南瓜中心的座標為35°16′02″N 119°02′00″W / 35.26722°N 119.03333°W，而該地的平均海拔高度為107米（即351英尺）。